# Enrico Dandolo (doge)

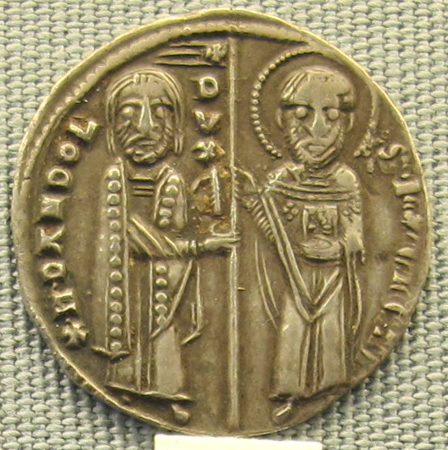
Venetianskt mynt med avbildning av Enrico Dandolo till vänster. Till höger Venedigs skyddshelgon, evangelisten Markus, som överräcker ett baner till dogen.

Enrico Dandolo, född cirka 1107 i Venedig, död 21 juni 1205 i Konstantinopel, var doge av Republiken Venedig från 1192 till sin död. Han var brorson till patriarken Enrico Dandolo och farfar till dogen Giovanni Dandolo.
Dandolo valdes till doge av Venedig 1192. Under fjärde korståget förstod han att på ett skickligt sätt utnyttja korsfararna i sin stads intresse och återupprättade med deras bistånd Venedigs gamla maktställning i Dalmatien. Han deltog även i stormandet av Konstantinopel 1204 och i upprättandet av det så kallade latinska kejsardömet. Som belöning för den kraftiga hjälp Venedig lämnat korsfararna fick staden betydande delar av det Bysantinska riket, bland annat Morea och Kreta samt kvarteret Pera i Konstantinopel. Detta gjorde Venedig till obestridda herrar över den levantinska handeln och den främsta makten i östra Medelhavet. 
Efter ett hårt slag mot huvudet som han ådrog sig under senare delen av sitt liv, blev Dandolo blind.